# EMD SD40
EMD SD40 – ciężka sześcioosiowa lokomotywa spalinowa produkcji amerykańskiej używany w Ameryce Północnej, Południowej oraz Afryce. Wyprodukowany w liczbie 1268 sztuk w latach 1966–1972 przez Oddział General Motors – Electro-Motive Division. Lokomotywa wyposażona jest w 16-cylindrowy silnik o mocy 3000 koni mechanicznych. Wykorzystywała analogiczne pudło, jak inne modele produkowane przez firmę EMD: SD38, SD39, SDP40 oraz SD45.
W 1972 lokomotywy tej serii przebudowano do wersji SD40-2, należącej do wariantu Dash-2. SD40-2 stała się najpopularniejszą serią lokomotyw używanych w USA. Wyprodukowano ich niemal 4000 sztuk.